# Daniel Burbank
Daniel Christopher Burbank (Manchester, 27 de julho de 1961) é um astronauta e capitão da Guarda Costeira dos Estados Unidos.
Burbank cursou a Academia da Guarda Costeira, formando-se em 1985 e entrando para o serviço ativo da força. Em 1987, ele fez o curso de treinamento de pilotos e tornou-se piloto-instrutor, servindo em várias estações da Guarda Costeira na Carolina do Norte, Massachusetts e no Alasca.
Em 1996 foi selecionado pela NASA para o curso de astronautas, sendo qualificado após o treinamento padrão e foi ao espaço em setembro de 2000, como especialista de missão da STS-106, que passou uma semana na ISS preparando o módulo Zvezda para as primeiras expedições humanas na estação.
Em setembro de 2006 fez seu segundo voo espacial na STS-115, uma missão de onze dias na Estação Espacial Internacional, onde realizou uma caminhada espacial de cerca de sete horas, para instalar os painéis solares da nova estrutura montada na base da estação.
Depois de uma estadia na Rússia para aprendizado e treinamento no programa russo Soyuz, Burbank foi pela terceira ao espaço em 14 de novembro de 2011, a bordo da nave Soyuz TMA-22, para uma estadia de longa duração na ISS, onde participou da Expedição 29 como engenheiro de voo e comandou a Expedição 30. Depois de seis meses no espaço, voltou à Terra em 27 de abril de 2012, junto com seus companheiros Anton Shkaplerov e Anatoli Ivanishin, pousando com a TMA-22 nas estepes do Cazaquistão.
Possuindo um mestrado em ciência aeronáutica, ele é também um operador registrado de radioamador.